# Trude Mohr
Trude Mohr, född 1902, död 1989, var en tysk nazist. 
Hon var ordförande för Bund Deutscher Mädel 1934-1937.